# Ulotrichopus nigricana
Ulotrichopus nigricana är en fjärilsart som beskrevs av François Louis Nompar de Caumont de Laporte 1973. Ulotrichopus nigricana ingår i släktet Ulotrichopus och familjen nattflyn. Inga underarter finns listade i Catalogue of Life.